# 生田晴香
生田 晴香（いくた はるか、1987年3月27日 - ）は、日本の恐竜タレント、モデル、女優。新潟県柏崎市出身。現在フリー。恐竜おねえさんとして活動。

## 人物
モデル活動の傍ら、恐竜を愛するタレントとしても活動。恐竜検定を取得し、恐竜倶楽部、古生物学会友の会のメンバーになるほどの情熱家である。恐竜がテーマのTV番組やCMに出演し、恐竜イベントでトークショーなどの活動をして恐竜を広めている。法律番組ではMCとして弁護士や行政書士と互角に渡り合う知的な面を発揮したり、ホラー映画にメインキャストとして女優デビューし、恐竜アイドル＆タレントとしての自立を目指している。

### 来歴
2010年、あやまん監督にスカウトされ「あやまんJAPAN」ユース班たもとして活動。
2012年、芸能界デビュー。真田せつこに誘われてホラー映画で女優デビューを果たす。また、ラジオの法律番組ではアシスタントからMCに昇格し恐竜コーナーを手にする。

### 人物・エピソード
- 好きな食べ物はユッケとカニの刺身。
- 趣味はゲーム（PS3、PS4、PS5、PSP、PS Vita、3DS、Xbox 360、Wii U、Nintendo Switch所持）で好きなゲームはニーアレプリカント、ドラッグオンドラグーン。
- 趣味は博物館巡り。毎月、福井県立恐竜博物館に足を運び、恐竜博士に認定され博物館には名前が掲示されている（2013年時点）。
- ポケモンカードゲームが趣味。

### 資格
- 全日本恐竜検定2級
- アニマルプラネット恐竜検定3級
- 恐竜博士（福井県立恐竜博物館認定）

## 出演

### テレビ番組
- ゲーマーズTV 〜今夜も上上下下左右左右BA〜（日本テレビ）
- しゃべくり007（日本テレビ）
- 世間に飛び出せ!! バナナ藩（テレビ朝日）
- コージー冨田のものパチJPN!!（テレビ神奈川）
- 天上人（フジテレビ）
- Nスタ（TBS）
- テンション上がる会？地球のことで熱くなれ（テレビ朝日）
- ジュラシック・ワールド特番（フジテレビ）
- 東大王（TBS）

### CM
- サッポロビール『麦とホップ』（2014年）
- サントリー『ラドラー』（2015年）
- イッツコム(2018年)
- グノシー(2018年)

### ビデオ映画
- ひきこさんVSこっくりさん（2012年） -　水沢亜紀役

### ラジオ
- ピートのふしぎなガレージ（TOKYOFM）
- 走志走愛〜神スマnight（レインボータウンエフエム放送）
- ハタマサキのLife is デリシャス（soraxniwaFM）
- 魔女呪術師ユリアの館（エフエム西東京／エフエム浦安）
- 生活！かけこみ寺（WALLOP）
- アーティストJUMP（調布エフエム）

### インターネット番組
- キタシバファイル（Ustream）
- 夏目ひみかと音楽仲間達（AmebaStudio）
- あやまんNEWS JAPAN（ニコニコ生放送）
- ホラーファン倶楽部（ニコニコ生放送）
- 原宿だYO↑↑全員集GO↑↑（Ustream番組）
- モッテる女たち（GYAO!）
- レベルアップサバゲー（YouTube）

### ゲーム
- アイドルフロントライン（iOSアプリ）

#### ゲームブログ
- ファミ通DX（現在は閉鎖）

### 雑誌
- 週刊大衆『しずかな贅沢湯の宿　第393回』（双葉社）　2014年7月19日発売号、228〜229頁
- PEACE COMBAT（トランスワールドジャパン）2018年1月号

### モデル
- ドラゴンクエストIX 星空の守り人 - リッカ
- マルコマルカ - MALKO MALKA 2014 Summer Collection[1]
- ショップチャンネル
- ヤマハ発動機マリン - Sea-Style
- サッカーキング - アジアカップ COUNTDOWN GIRLS[2]

### ファッションショー
- ロクサナコレクション
- Live Artist Collection

### グラビア
- 日刊大衆『動画 美女と温泉』四万（しま）温泉/湯元四萬館（ゆもとしまかん）[3]
- 日刊大衆『動画 美女と温泉』沢渡温泉/宮田屋旅館[4]

### ブロマイド
- マルベル堂（プロマイド）

### コラム
- DINO『はるるの萌え萌え恐竜』（2015年2月2日より連載）
- dino network「生田晴香、恐竜と生きる」